# Wuselfaktor
Wuselfaktor beschreibt einen Aspekt von Computerspielen.
Der Wuselfaktor beschreibt eine imaginäre und subjektive Größe zum Vergleich von Wirtschaftssimulationen, insbesondere Aufbauspielen. Er wurde von Computerspielezeitschriften wiederholt herangezogen, wie z. B. im Test von PC Player zu Die Siedler II, und sollte den Eindruck wiedergeben, der beim „Herumwuseln“ vieler Figuren und anderer beweglicher Objekte in Spielen wie Lemmings, Die Siedler, Cultures, Die Völker und teilweise Anno, aber auch bei Wirtschaftsspielen wie RollerCoaster Tycoon entsteht. Ein hoher Wuselfaktor steht dabei für ein ansehnliches Spielgeschehen, die kleinen Spielfiguren werden (verstärkt durch die oft comichafte Grafik) als niedlich empfunden, der Spieler soll Spaß beim Betrachten des geschäftigen Treibens von Handwerkern, Verkäufern, Tieren und anderem haben.